# Козица (Удине)
Козица је насеље у Италији у округу Удине, региону Фурланија-Јулијска крајина.
Према процени из 2011. у насељу је живело 113 становника. Насеље се налази на надморској висини од 226 м.